# Danais brickavillensis
Danais brickavillensis är en måreväxtart som beskrevs av J.-f.Leroy, Christian Puff och P. Buchner. Danais brickavillensis ingår i släktet Danais och familjen måreväxter. Inga underarter finns listade i Catalogue of Life.